# Lissoclinum
Genre
Lissoclinum est un genre de tuniciers de la famille des Didemnidés. 

## Liste d'espèces
Selon World Register of Marine Species (19 octobre 2015) :
- Lissoclinum abdominale Monniot, 1983
- Lissoclinum agriculum Kott, 2005
- Lissoclinum argyllense Millar, 1950
- Lissoclinum aureum Verrill, 1871
- Lissoclinum badium Monniot & Monniot, 1996
- Lissoclinum bilobatum Millar, 1955
- Lissoclinum bistratum (Sluiter, 1905)
- Lissoclinum branchiatus (Buge & Monniot, 1972)
- Lissoclinum caliginosum Kott, 2001
- Lissoclinum calycis Monniot, 1992
- Lissoclinum capense (Hartmeyer, 1912)
- Lissoclinum caulleryi (Ritter & Forsyth, 1917)
- Lissoclinum cavum Millar, 1962
- Lissoclinum clavatum Kott, 2005
- Lissoclinum coactum Kott, 2004
- Lissoclinum conchylium Kott, 2001
- Lissoclinum cornutum Monniot, 1992
- Lissoclinum diversum Kott, 2004
- Lissoclinum durabile Kott, 2001
- Lissoclinum fragile (Van Name, 1902)
- Lissoclinum japonicum Tokioka, 1958
- Lissoclinum karenae Kott, 2005
- Lissoclinum laneum Kott, 2004
- Lissoclinum levitum Kott, 2001
- Lissoclinum limosum Kott, 2001
- Lissoclinum maculatum Kott, 2001
- Lissoclinum marpum Millar, 1953
- Lissoclinum mereti Monniot & Monniot, 1987
- Lissoclinum midui Hirose & Hirose, 2011
- Lissoclinum multitestis Monniot & Monniot, 1996
- Lissoclinum nebulosum Monniot & Monniot, 1996
- Lissoclinum notti Brewin, 1958
- Lissoclinum ostrearium (Michaelsen, 1930)
- Lissoclinum pacificense (Kott, 1981)
- Lissoclinum patella (Gottschaldt, 1898)
- Lissoclinum perforatum (Giard, 1872)
- Lissoclinum polyorchis Monniot, 1992
- Lissoclinum punctatum Kott, 1977
- Lissoclinum ravarava Monniot & Monniot, 1987
- Lissoclinum reginum Kott, 2001
- Lissoclinum roseum Kott, 2001
- Lissoclinum rubrum Monniot F., 1975
- Lissoclinum scopulosum Kott, 2004
- Lissoclinum sente Kott, 2001
- Lissoclinum spongium Kott, 2001
- Lissoclinum stellatum Kott, 2004
- Lissoclinum taratara Monniot & Monniot, 1987
- Lissoclinum tasmanense (Kott, 1954)
- Lissoclinum textile Monniot & Monniot, 2001
- Lissoclinum textrinum Monniot, 1992
- Lissoclinum timorense (Sluiter, 1909)
- Lissoclinum triangulum (Sluiter, 1909)
- Lissoclinum triforme (Sluiter, 1909)
- Lissoclinum tuheiavae Monniot & Monniot, 1987
- Lissoclinum tunicatum Monniot & Monniot, 1996
- Lissoclinum vareau Monniot & Monniot, 1987
- Lissoclinum variabile Kott, 2001
- Lissoclinum verrilli (Van Name, 1902)
- Lissoclinum vulgare Monniot, 1992
- Lissoclinum wandeli Hartmeyer, 1924
- Lissoclinum weigelei Lafargue, 1968

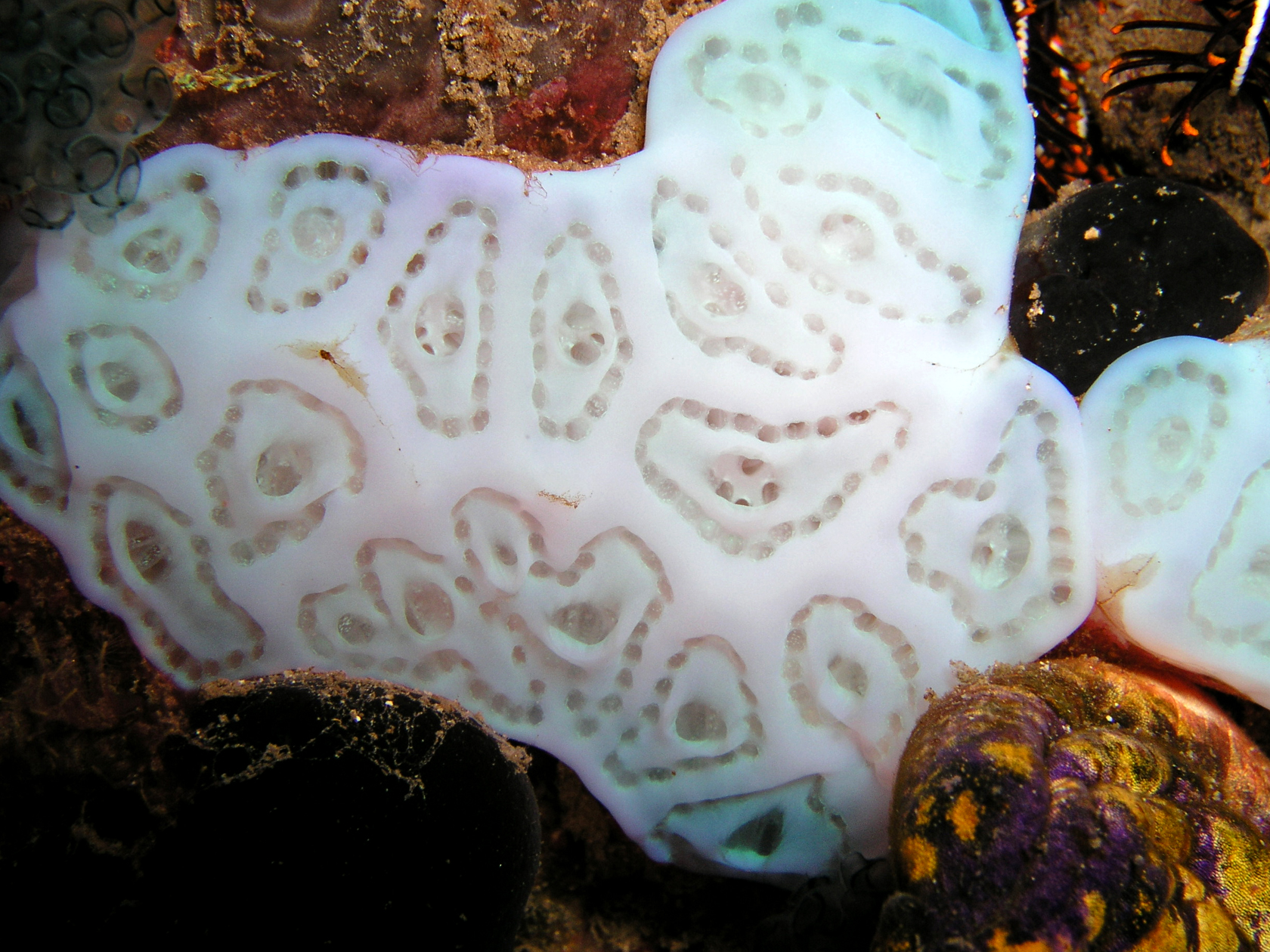
Lissoclinum patellum
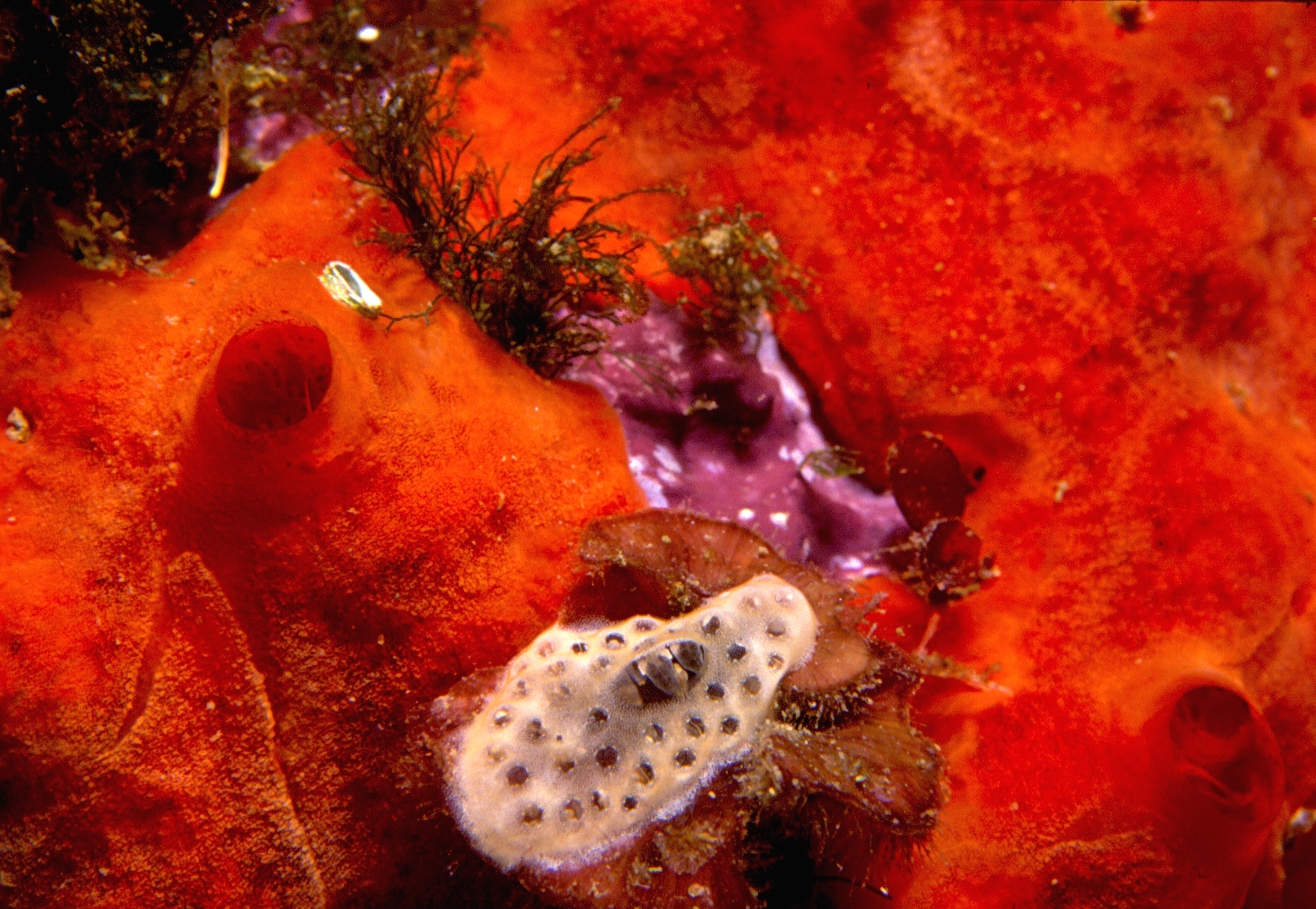
Lissoclinum perforatum
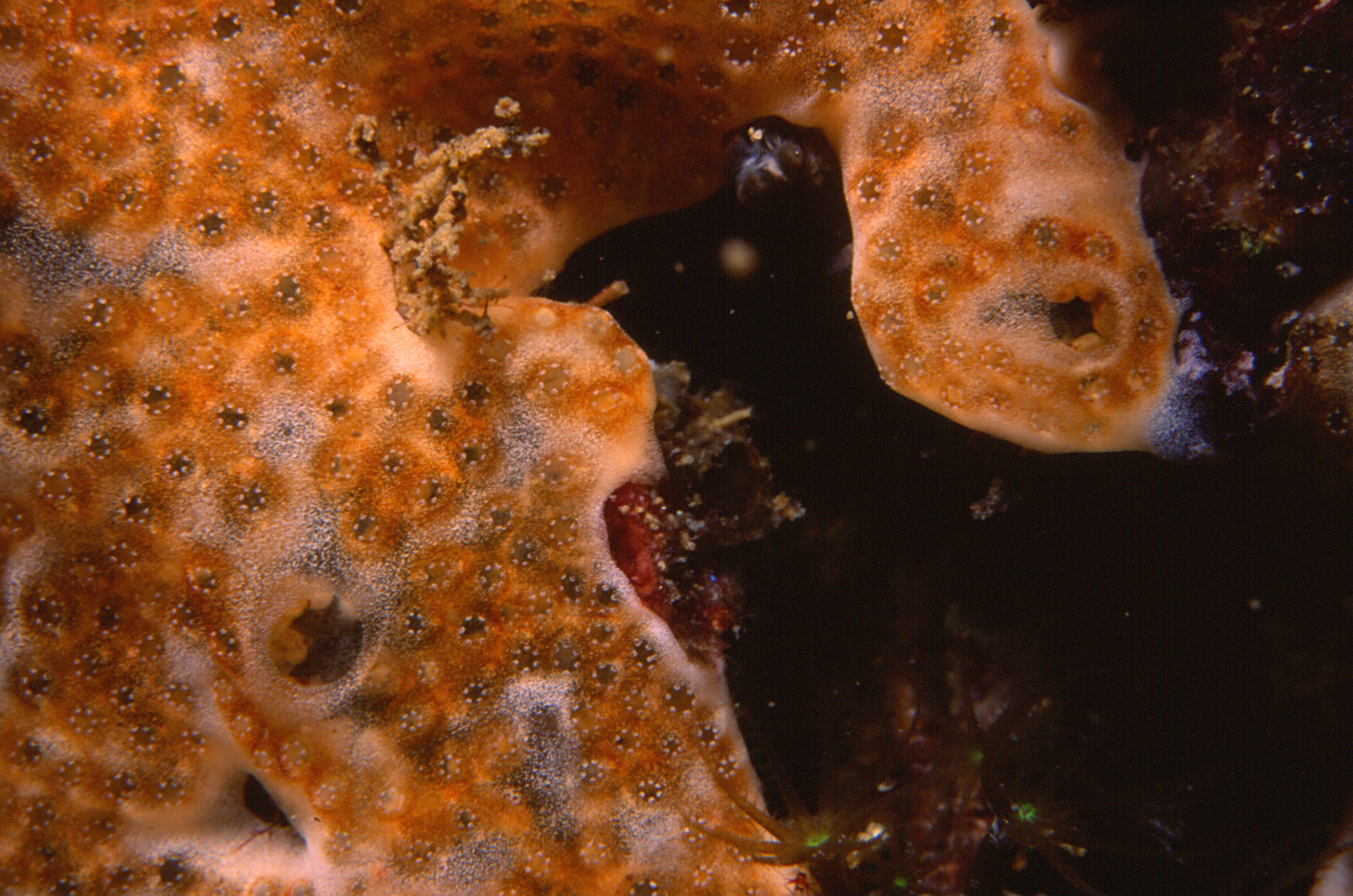
Lissoclinum weigelei